# Tonka Bay (Minnesota)
Tonka Bay es una ciudad ubicada en el condado de Hennepin en el estado estadounidense de Minnesota. En el Censo de 2010 tenía una población de 1475 habitantes y una densidad poblacional de 575,83 personas por km².

## Geografía
Tonka Bay se encuentra ubicada en las coordenadas 44°54′56″N 93°35′22″O / 44.91556, -93.58944. Según la Oficina del Censo de los Estados Unidos, Tonka Bay tiene una superficie total de 2.56 km², de la cual 2.4 km² corresponden a tierra firme y (6.37%) 0.16 km² es agua.

## Demografía
Según el censo de 2010, había 1475 personas residiendo en Tonka Bay. La densidad de población era de 575,83 hab./km². De los 1475 habitantes, Tonka Bay estaba compuesto por el 97.56% blancos, el 0.81% eran afroamericanos, el 0.14% eran amerindios, el 0.68% eran asiáticos, el 0% eran isleños del Pacífico, el 0.07% eran de otras razas y el 0.75% pertenecían a dos o más razas. Del total de la población el 0.95% eran hispanos o latinos de cualquier raza.